# صمولة مسننة الوجه

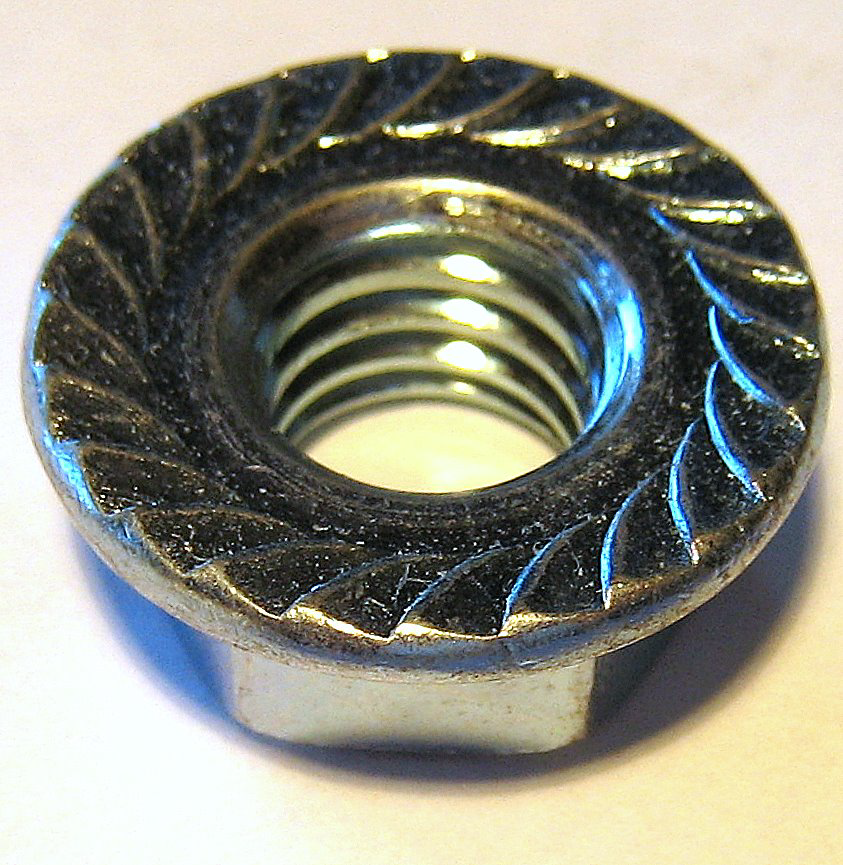
عزقة مسننة الوجه.

الصوملة المسننة الوجه أو العزقة المسننة الوجه هي نوع من الصمولات (العزقات) لها أسنان على أحد الوجهين تسمح بدورانها باتجاه واحد عندما تُضغط اتجاه سطح مقابل. لهذا السبب لا يمكن استخدامها تجاه سطحية غير قابلة للخدش. أحيانًا تكون الصوملة مسننة على كلا الوجهين.